# Saint-Preuil
Saint-Preuil – miejscowość i gmina we Francji, w regionie Nowa Akwitania, w departamencie Charente.
Według danych na rok 1990 gminę zamieszkiwało 288 osób, a gęstość zaludnienia wynosiła 23 osoby/km² (wśród 1467 gmin regionu Poitou-Charentes, Saint-Preuil plasuje się na 726. miejscu pod względem liczby ludności, natomiast pod względem powierzchni na miejscu 704.).